# 4149 Harrison
4149 Harrison eller 1984 EZ är en asteroid i huvudbältet som upptäcktes den 9 mars 1984 av den amerikanske astronomen Brian A. Skiff vid Anderson Mesa Station. Den är uppkallad efter Beatles medlemmen George Harrison.
Asteroiden har en diameter på ungefär 10 kilometer och den tillhör asteroidgruppen Eunomia.